# Boxing kangaroo

Das Boxing kangaroo

Das Boxing kangaroo (englisch für Boxendes Känguru; auch Boxing Matilda „Boxende Mathilda“) ist die Sportflagge Australiens.

## Beschreibung
Die Flagge zeigt ein goldenes, stehendes Känguru mit roten Boxhandschuhen auf grünem Grund. Grün und Gold sind die traditionellen Landesfarben Australiens, die von den australischen Sportlern getragen werden. Die Stellung des Kängurus entspricht der natürlichen Abwehrhaltung der Tiere, bei der sie mit ihren Vorderbeinen versuchen, Angreifer auf Distanz zu halten, während sie mit ihren Hinterbeinen nach ihnen treten. Varianten der Flagge führen zusätzlich das Kreuz des Südens in Gold neben dem Känguru.
Ihren zweiten Namen, Boxing Matilda, hat die Flagge nach dem australischen Volkslied Waltzing Matilda.

## Geschichte
Erstmals tauchte ein boxendes Känguru 1891 in einer Zeichnung in einer Zeitung aus Sydney auf. Sie zeigte „Jack, the fighting kangoroo with Professor Lendermann“. In dieser Zeit zeigten Schausteller Kängurus, die mit Boxhandschuhen gegen Menschen antraten.
Die No. 21 Squadron der Royal Australian Air Force verwendete 1941 in Malaya während des Zweiten Weltkriegs das boxende Känguru als Symbol auf ihren Flugzeugen, da sie sonst mit britischen Einheiten verwechselt worden wären. Entworfen hatte das Känguru Gus Bluett. Auch andere Einheiten und die Royal Australian Navy übernahmen das Symbol.
Beim America’s Cup 1983 gewann die australische Yacht Australia II des Eigners Alan Bond mit der grün-gelben boxenden Känguru-Flagge als Symbol. Bond hatte sich die Urheberrechte für die Massenproduktion der Flagge eintragen lassen. Dies war kein Einzelfall in Australien, denn auch die Flagge der Aborigines ist urheberrechtlich geschützt. Das Australian Olympic Committee kaufte Ende der 1980er Bond die Rechte am Symbol für 80.000 Australische Dollar ab. Das Boxing kangaroo wird nun vor allem an Schulen verwendet, um für den Sport und Fairness zu werben.
Inzwischen ist die Flagge vor allem bei Sportfans beliebt, die sie als nationales Symbol bei den unterschiedlichsten Sportarten verwenden. Bei den Olympischen Sommerspielen 2000 in Sydney kam es aber zu Streitigkeiten, nachdem die Veranstalter es untersagt hatten, andere Flaggen als offizielle Nationalflaggen zu verwenden. Man vermutet, dass diese Maßnahme gegen die Flagge der Aborigines gerichtet war, doch damit war auch das Boxing kangaroo verbannt.
Erneut für Streit sorgte die Flagge bei den Winterspielen 2010 in Vancouver. Hier hatten australische Sportler die Känguruflagge auf den Balkon ihres Zimmers im Olympischen Dorf gehängt. Das Internationale Olympische Komitee wollte dies untersagen, da es dahinter unerlaubte kommerzielle Werbung sah, die streng untersagt ist. Erst nach einem Treffen zwischen IOC-Präsident Jacques Rogge und dem Präsidenten des australischen Olympischen Komitees John Coates wurde den Sportlern gestattet, die Flagge hängen zu lassen.
Im Flaggenstreit um eine Änderung der Nationalflagge Australiens hat die grün-gelbe Känguruflagge verschiedene Vorschläge für eine neue Flagge Australiens inspiriert.